# Belzebub hanseni
Belzebub hanseni is een tienpotigensoort uit de familie van de Luciferidae. De wetenschappelijke naam van de soort werd als Lucifer hanseni in 1905 gepubliceerd door Giuseppe Nobili. In 2016 werd de soort door Alexander Vereshchaka, Jørgen Olesen en Anastasia Lunina in het geslacht Belzebub geplaatst.